# Andaluzijski pas
Andaluzijski pas je francuski nijemi nadrealistički film Luisa Buñuela i Salvadora Dalíja. Filmom su ušli u grupu pariških nadrealista. Film je financirala Buñuelova majka. Scenarij je nadahnut njihovim snovima. Tako je primjerice Buñuelovim snovima nadahnuta scena isprekidanog oblaka koji prolazi pored mjeseca ili glasovita scena ženinog oka koje je razrezano britvom. Dalí je sanjao ruku koja je vrvjela mravima i magarca koji se truleći raspadao i kakvog je nedavno naslikao. Cijeli film je preplavljen apsurdnim i nadrealnim scenama. Interesantno je da su oba glavna glumca počinila samoubojstvo; Pierre Batcheff 1932. u Parizu i Simone Mareuil 1954. u Périgueuxu.

## Vanjske poveznice
- Andaluzijski pas u internetskoj bazi filmova IMDb-a